# Peltopsilopa schwarzi
Peltopsilopa schwarzi är en tvåvingeart som beskrevs av Cresson 1922. Peltopsilopa schwarzi ingår i släktet Peltopsilopa och familjen vattenflugor. Inga underarter finns listade i Catalogue of Life.